# ジョセフ・レシニェフスキー
ジョセフ・A・レシニェフスキー（Joseph A. Lesniewski, 1920年8月29日 - 2012年5月23日）は、アメリカ合衆国の軍人。第二次世界大戦中、アメリカ陸軍の第101空挺師団第506落下傘歩兵連隊第2大隊E中隊に所属した。HBOが制作したTVシリーズ『バンド・オブ・ブラザース』では、サイモン・シャッツベルガーが演じた。2009年にはE中隊の元隊員20名と共に書籍『We Who Are Alive and Remain: untold stories from the Band of Brothers』の制作に協力した。

## 若年期
1920年、ペンシルバニア州エリーにて父ジョセフ(Joseph)と母シーチャカ(Ciechaka)の間に生を受ける。1939年、エリー工業高校(Erie Technological High School)を卒業。彼は市民保全部隊での勤務を経て、ゼネラル・エレクトリック社に入社し機械技師として働いた。1942年10月28日、陸軍航空軍に入隊 し、さらに士官学校に進んで卒業後はパイロットになった。1943年、空挺部隊に志願する。

## 空挺隊員として
空挺隊員となったレシニェフスキーはジョージア州フォート・ベニングにて空挺歩兵訓練を修了し、北アイルランドに送られた。ここで彼はポーランド語が堪能である点を評価され、戦略諜報局(OSS)のエージェントに選ばれる。彼に与えられた任務は、ナチス・ドイツによる占領下にあるワルシャワに落下傘降下で潜入する事であった。しかしまもなくソ連邦赤軍がワルシャワを占領した為に降下は中止され、レシニェフスキーにはOSSに残るか別の部隊に移るかを選ぶ機会が与えられた。ここで彼は第101空挺師団への転属を志願したのである。1944年3月、彼は補充兵としてE中隊に配属されたが他の中隊員とはあまり交友関係を持とうとしなかった。しかし、ウォーレン・ムックとアレックス・ペンカラの2名とは非常に仲が良かったという。
以後、レシニェフスキーはノルマンディー上陸作戦、マーケット・ガーデン作戦、バルジの戦いなどの激戦に参加していく。
1944年6月6日未明、E中隊はノルマンディーへの落下傘降下に参加した。レシニェフスキーはサン＝メール＝エグリーズの街に降下し、まもなくE中隊員のエド・ジョイント(Ed Joint)と合流している。その数日後、彼らは中隊と合流してカランタンへの攻撃に参加した。
マーケット・ガーデン作戦の期間中、レシニェフスキーはアート・ヨーマン(Art Youman)、ジョセフ・リープゴット、ジェームズ・アレイ、ロデリック・ストロールらと共に土手沿いのパトロールに送られた。レシニェフスキーが土手を登り切ったその時、彼らへ向けてM24型柄付手榴弾を投擲しようと構えているドイツ兵が目の前にいた。彼は味方に警告を発して被害を防いだものの、彼自身は直後に炸裂した手榴弾の破片により首に軽傷を負っている。しかし、それでもレシニェフスキーは土手の上のドイツ兵へ手榴弾を投げつけて応戦した。後に判明したところでは、この土手の上に陣取っていたのは武装親衛隊の1個中隊であったという。
バストーニュの戦いが始まると、レシニェフスキーは長靴の修繕が間に合わなかった為に、黄麻布の袋で足を巻いただけで出動した。陸路移動し、現地で配置に就いた後、E中隊はドイツ軍による砲撃に晒された。レシニェフスキーは浅いタコツボ壕に身を隠していたが、砲弾の1つが彼のわずか2フィート (0.6 m)ほど前に着弾した。幸運にもこの砲弾は不発弾で、レシニェフスキーは警告の為にハンカチを結びつけた棒を不発弾の側に立ててそこを離れたという。

## 戦後
戦後、レシニェフスキーは郵便配達員として働いた。2009年にはE中隊の元隊員20名と共に書籍『We Who Are Alive and Remain: untold stories from the Band of Brothers』の制作に協力した。2012年、ペンシルバニア州エリーにて91歳で死去した。